# Fundação CASA
A Fundação Centro de Atendimento Socioeducativo ao Adolescente (Fundação CASA/SP), anteriormente chamada Fundação Estadual para o Bem Estar do Menor (FEBEM), é uma fundação pública de direito privado criada pelo Governo do Estado de São Paulo e vinculada à Secretaria de Estado da Justiça e da Defesa da Cidadania. Sua função é executar as medidas socioeducativas aplicadas pelo Poder Judiciário aos adolescentes autores de atos infracionais cometidos com idade 18 anos incompletos. Na fundação CASA, eles podem cumprir pena de reclusão até no máximo a idade de 21 anos completos, conforme determina o Estatuto da Criança e do Adolescente (ECA). 

## História

### 1870-1963
A história da antiga Febem, hoje Fundação CASA, se confunde com a história do atendimento aos adolescentes carentes e infratores do Estado e do País. O primeiro projeto de proteção à infância do qual se tem conhecimento foi enviado à Assembleia Constituinte por José Bonifácio de Carvalho, no período do Império do Brasil, e passou a ser representado pelo Artigo 18 da Constituição da época, na qual se estabelecia que: "A escrava, durante a prenhez e passado o terceiro mês, não será obrigada a serviços violentos e aturados; no oitavo mês só será ocupada em casa, depois do parto terá um mês de convalescença e, passado este, durante um ano, não trabalhará longe da cria."
Em 1871, com a promulgação da Lei do Ventre Livre, começou a se evidenciar o problema do jovem abandonado. O Governo, então, cria o primeiro sistema de atendimento à criança e ao adolescente.
A abolição da escravatura, em 1888, causou um grande crescimento do número de abandonados e infratores. Em 1894, o jurista Dr. Candido Mota propôs a criação de uma instituição específica para crianças e adolescentes que, até então, ficavam em prisões comuns.
No ano de 1896, a roda dos expostos, sistema usado pelos conventos da época para o recolhimento de donativos, foi transformada na Casa dos Expostos em decorrência do aumento do número de crianças atendidas pela mesma e também pela deficiência da proteção dada pelas amas pagas para alimentar as crianças no período de adaptação.
Com a necessidade de um programa contínuo de Assistência Educacional, a Casa dos Expostos passou a funcionar na Chácara Wanderley, no Pacaembu (bairro de São Paulo), capital, em um prédio construído em 1897 e teve como primeiro administrador o Major Domingos Sertório. O edifício foi ampliado na gestão do Dr. Sampaio Viana, que ficou no cargo de 1902 até 1935, quando faleceu.
A partir de então, a instituição passou a ser conhecida como Asilo Sampaio Viana e, após algum tempo, com a ampliação de seu programa assistencial e a criação do berçário e do lactário, foi denominada Educandário Sampaio Viana. Posteriormente, recebeu o nome de Casa da Criança do Serviço Social de Menores, que foi novamente alterado para Unidade de Triagem Sampaio Viana, que atendia crianças dos sexos masculino e feminino com idade de 0 a 6 anos e 11 meses.
Com a República, o Estado de São Paulo intensificou a atenção para o problema do jovem abandonado. Foi criado, então, o Fundo de Assistência ao Menor e seu Conselho Diretor foi instituído como órgão de Planejamento do Serviço Social ao jovem em todo o Estado.

### 1964-2004
Em dezembro de 1964, foi instituída a Fundação Nacional do Bem-Estar do Menor (Funabem), à qual foi delegada, pelo Governo Federal, a implantação da Política Nacional do Bem-Estar do Menor, cujo objetivo era coordenar as entidades Estaduais de proteção às crianças e aos adolescentes. Nesta época, o Código de Menores era a legislação que regulava o atendimento.
Com o decreto de 29 de dezembro de 1967, que criou a Secretaria da Promoção Social do Estado de São Paulo, o Serviço Social de Menores foi totalmente transferido para essa Secretaria. Pouco mais de um ano depois, outro decreto fixou a estrutura da Secretaria da Promoção Social e criou a Coordenadoria dos Estabelecimentos Sociais do Estado (CESE), à qual ficou subordinado o atendimento ao jovem.
Além de administrar unidades destinadas a crianças e adolescentes, a CESE também atendia famílias carentes, mendigos, migrantes e alcoólatras, entre outros, o que acarretou sobrecarga na Coordenadoria e levou à criação da Fundação Paulista de Promoção Social do Menor (Pró-Menor), em 1974. A ela, foram agrupadas todas as unidades de atendimento aos jovens e crianças. Entre essas unidades, estava a Chácara Morgado Mateus, que, desde 1910, atendia crianças carentes. No mesmo endereço, posteriormente, foi construído o Complexo do Tatuapé - desativado em 16 de outubro de 2007 pelo governador José Serra (PSDB).
Em 1976, a Secretaria de Promoção Social mudou o nome da Fundação Pró-Menor para Fundação Estadual do Bem-Estar do Menor (Febem/SP), para se adaptar à política federal para a área do menor (chamada de FUNABEM).
A Febem, à época, atendia carentes e infratores. A partir do advento do ECA, passou a trabalhar apenas com os adolescentes em conflito com a lei. Desde então, a instituição viveu diversas crises, como a do Complexo Imigrantes, extinto pelo então governador Mário Covas. Em 1998, Covas havia iniciado o processo de descentralização da instituição, que resultou na desativação do Complexo Imigrantes, em 1999.
Na ocasião, Covas, ao final da rebelião que destruiu o Complexo Imigrantes, tomou, para si, o desafio político de tornar a Febem um órgão público eficiente e eficaz. Para isto, determinou, a técnicos, que fossem elaboradas as diretrizes adequadas para esta missão, surgindo, então, o documento intitulado "Diretrizes para uma política de atendimento socioeducativo a adolescentes infratores" e, a partir dele, foi implantado, na fundação, o "Programa Novo Olhar", que descentralizou, interiorizou e regionalizou as ações da Fundação, desativou os complexos de Imigrantes e Parelheiros, reorganizou o complexo do Brás e deu andamento à desativação dos complexos de Franco da Rocha e Tatuapé.

### 2005-2014
A Fundação CASA/SP foi criada em substituição à antiga Fundação Estadual do Bem Estar do Menor (Febem). A mudança de nomenclatura, que se deu por meio da Lei Estadual 12 469/06, aprovada pela Assembleia Legislativa de São Paulo em dezembro de 2006, teve, por objetivo, adequar a instituição ao que prevê o ECA e o Sistema Nacional de Atendimento Socioeducativo (SINASE).
A alteração no nome foi precedida de uma reformulação na política de atendimento da instituição. Tais mudanças reduziram o número de rebeliões que tornaram desgastada a imagem da antiga Febem. De 80 ocorrências registradas em 2003, a CASA fechou o ano de 2011 com um motim.
As mudanças começaram a partir do segundo semestre de 2005, com a posse da presidente Berenice Giannella. Elas consistiram num processo de descentralização do atendimento aos adolescentes, com a construção de 59 novas unidades pequenas. A maioria delas para atender, no máximo, 56 adolescentes - 40 no regime de internação (artigo 122 do ECA) e 16 em internação provisória (artigo 108 do ECA).
Dos novos centros socioeducativos - nome técnico com que são chamadas as unidades -, 32 são geridos em parceria com entidades da sociedade civil, como a Pastoral do Menor - organização não governamental da Igreja Católica que, outrora, era contrária ao atendimento prestado pela antiga Febem, constantemente associada aos maus-tratos de adolescentes. As parcerias também abrangem seis das 26 unidades de semiliberdade.
A Fundação CASA empreendeu reformas no conceito pedagógico, capacitou funcionários e estabeleceu o Plano Individual de Atendimento (PIA) em todas as unidades.
Como resultado, além da queda nas rebeliões, a Fundação CASA registrou uma redução na reincidência entre os adolescentes internos. De 29% em 2006, a taxa caiu para 16% no final de 2008, e 13% no final de 2011. Também desativou o Complexo do Tatuapé, em 16 de outubro de 2007.
No Estado de São Paulo, a Fundação CASA atendia quase 20 mil jovens em todas as medidas socioeducativas. Isso até 2010, quando houve a municipalização das medidas em meio aberto, notadamente a Liberdade Assistida, que passou a ser executada pelas prefeituras.
Nas medidas de semiliberdade e de Internação, estão, em média, 8 mil adolescentes, segundo dados oficiais da instituição. Conforme a Fundação CASA, há 8 258 vagas para atendê-los nas unidades. Atualmente, a Fundação CASA não passa por superlotação (apesar de as internações terem aumentado), e tem obtido reconhecimento de parte da Imprensa, como por exemplo um editorial do jornal O Estado de S. Paulo e reportagens como as publicadas pela revista Veja São Paulo, e pelo Estadão.

### 2015
Em 2015, a Fundação CASA/SP alcançou 149 centros socioeducativos em todo o Estado de São Paulo: 108 são de Internação, 53 de Internação Provisória, 10 de Atendimento Inicial e 27 de Semiliberdade.

## Críticas e controvérsias
Foi publicado um relatório sobre tortura no site da Febem, que diz: "Em várias vistorias realizadas pelo Ministério Público, Judiciário e entidades de direitos humanos na Febem Imigrantes/SP, em 1998 e 1999, foram encontrados equipamentos de tortura como máquinas de choque, paus, barras de ferro, cabos de enxada, fios de cobre e correntes. Segundo relatório da Anistia Internacional: "O espancamento de adolescentes é ocorrência frequente, muitas vezes durante a noite. Alguns monitores mantêm uma reserva de paus e barras e ferro para esse fim. Após os espancamentos é comum os adolescentes serem obrigados a tomar banho frio a fim de limitar o aparecimento de hematomas".
A gestão atual da Fundação CASA/SP vem enfrentando também a falta de repasse no orçamento para o pagamento de horas extras aos seus servidores públicos, conforme noticiado pelo sindicato da categoria (SITRAEMFA), fato este que vem causando a recusa dos servidores concursados à realização de novas horas extras, diante do inadimplemento noticiado.